# Doomshine
Doomshine est un groupe allemand d'epic doom, originaire de Louisbourg, Bade-Wurtemberg.

## Histoire
Les membres du groupe se connaissent depuis 1990, mais ils ne jouent ensemble que depuis 2000. Markus Schlaps ainsi que les frères et sœurs Timmy et Sascha Holz ont déjà écrit des chansons qui ont été retravaillées par Sven Podgurski. Après avoir donné leur premier concert, ils écrivent de nouvelles chansons au cours des mois suivants. Sascha quitte le groupe, et son frère Timmy reprend le chant. En 2001, le groupe se rebaptise Doomshine. En 2002, le groupe donne son premier concert sous son nouveau nom (à la Rockfabrik Ludwigsburg). Les premières chansons sont mises à disposition en téléchargement sur le site web.
Après avoir figuré sur le sampler du magazine Heavy oder was?!, ils ouvrent le festival Doom Shall Rise en 2003, où joue également Reverend Bizarre. En juin 2003, ils signent ensuite un contrat avec Iron Glory Records et y sortent le single 7" Shining in Solitude. En 2004, leur premier album Thy Kingdoom Come sort chez eux, atteignant entre autres la cinquième place des charts hard rock. En 2005, Doomshine signe un contrat d'enregistrement avec Massacre Records,. Presque 6 ans jour pour jour après leur premier album, le deuxième album The Piper at the Gates of Doom sort le 2 juillet 2010. Cinq ans plus tard, ils sortent The End is Worth Waiting for en 2015, chez Metal on Metal Records.

## Style musical
Selon leurs propres dires, ils jouent du « melodic doomed metal » (doomed metal mélodique). Ce style musical qu'ils ont eux-mêmes créé est censé décrire la musique du quatuor : leur style musical est généralement comparé à des groupes comme Solitude Aeturnus ou Candlemass.

## Discographie
- 2003 : Shining in Solitude (single 7")
- 2004 : Thy Kingdoom Come
- 2010 : The Piper at the Gates of Doom
- 2015 : The End is Worth Waiting for